# 鋸棘鮰
鋸棘鮰為輻鰭魚綱鯰形目北美鯰科的其中一種，分布於美國喬治亞州南部、佛羅里達州北部及阿拉巴馬州東南部淡水流域，體長可達28公分，棲息在沙底質或岩石底質的溪流、水塘、湖泊。